# Ceratocystis virescens
Ceratocystis virescens är en svampart som först beskrevs av R.W. Davidson, och fick sitt nu gällande namn av C. Moreau 1952. Ceratocystis virescens ingår i släktet Ceratocystis och familjen Ceratocystidaceae.   Inga underarter finns listade i Catalogue of Life.